# گروه جی‌ال‌اس
گروه جی‌ال‌اس (انگلیسی: GLS Group) شرکت پست هلندی است، که در سال ۱۹۹۹ تأسیس شد.